# 楊梅洲
楊梅洲（Song of Silence）是由中國大陸導演陳卓所執導的一部獨立電影。

## 簡介
自幼聾啞的女孩小靜因父母離異而被託付給舅舅撫養，她的父親——警察科長張昊陽雖然不喜歡她但也不得不將她接回到城裡念書。為了得到了一個兒子，張昊陽邂逅了酒吧女歌手小梅……

## 獲獎
| 獎項                     | 類別               | 獲獎人 | 結果 |
| ------------------------ | ------------------ | ------ | ---- |
| 2012年度夏威夷國際電影節 | 哈利拉庫尼金蘭花獎 |        | 提名 |
| 第三十六屆香港國際電影節 | 火鳥大獎           |        | 獲獎 |

## 外部連結
- 豆瓣电影上《楊梅洲》的資料 （简体中文）
- 互联网电影数据库（IMDb）上《楊梅洲》的资料（英文）